# Hiromi Tsukioka
Hiromi Tsukioka (jap. 月岡 広美, Tsukioka Hiromi; * um 1960) ist eine japanische Badmintonspielerin. 

## Karriere
Hiromi Tsukioka gewann bei den japanischen Badmintonmeisterschaften 1980, 1981 und 1987 jeweils Bronze. 1986 fügte sie der bronzenen eine weitere Silbermedaille hinzu. Bei den USSR International 1988 belegte sie ebenfalls Rang drei. 1987 gewann sie die japanische Erwachsenenmeisterschaft. 